# Oxidationstal
Oxidationstal (OT) är ett tal som tilldelas varje atom eller atomjon efter vissa regler. Talet kan vara positivt, negativt eller noll. OT anges i romerska siffror och används inom kemi för att balansera formler. Det kan även användas för att undersöka om ett ämne oxideras eller reduceras i en redoxreaktion.

## Definition
Enligt IUPAC:
1. Oxidationstalet för ett grundämne är 0.
2. För en atomjon är oxidationstalet detsamma som dess laddning.
3. Väte har oxidationstalet +1 och syre har oxidationstalet -2 i de flesta kemiska föreningar. Undantag från detta är
  - I hydrider har väte oxidationstalet -1 t.ex. LiH.
  - I peroxider har syre oxidationstalet -1 t.ex. H2O2
4. Summan av oxidationstalen i en neutral molekyl måste vara 0, medan summan av oxidationstalen i en jon måste vara lika med dess laddning.[1]